# Arthur Gaskin
Pour les articles homonymes, voir Arthur Gaskin (squash) et Gaskin.
Arthur Joseph Gaskin (1862-1928) est un artiste peintre, illustrateur, graveur et créateur de bijoux anglais, affilié au mouvement Arts & Crafts.

## Biographie

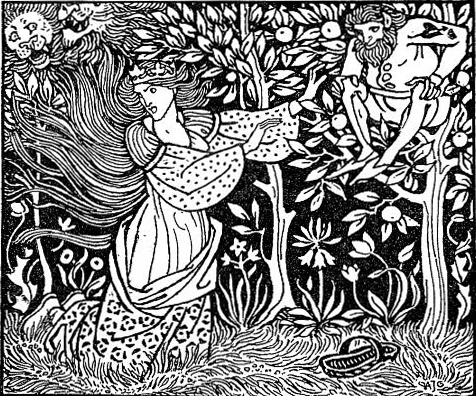
« L'oranger fatidique », illustration pour Le Nain jaune (The Yellow Dwarf), publié par Sabine Baring Gould (Londres, 1894).

Fils du peintre Henry Gaskin (1831-?), entre autres peintre sur laque, Arthur Joseph Gaskin est né le 16 mars 1862 à Lee Bank dans la banlieue de Birmingham. Il fréquente la Birmingham School of Art (en) à partir de 1883 et reçoit l'enseignement du peintre Edward R. Taylor (en). Plus tard, Gaskin enseigna dans cette même école. Il se marie avec Georgie Evelyn Cave France (1866-1934) en 1894, qui sous le nom de Georgie Gaskin (en) exerce une activité artistique.
Elle et son époux sont les principaux fondateurs du « Groupe de Birmingham » qui, au début des années 1890, se rapprocha du mouvement Arts & Crafts de Londres. Le couple réalisa des gravures sur bois pour des ouvrages fabriqués par la Kelmscott Press, une maison d'édition-imprimerie fondée par William Morris, et où il composa des ouvrages aux côtés d'Emery Walker.
Sa peinture est influencée par les préraphaélites, entre autres par Joseph Southall (en), qui fut aussi son ami. Il expose son travail en 1899 lors du sixième salon de l'« Arts and Crafts Exhibition Society (en) ».
Georgie et Arthur Gaskin commencent à produire des bijoux à partir de 1899. La Vittoria Street School for Jewellers and Silversmiths nomme Arthur directeur en 1903, et le couple y travailla jusqu'en 1924.
En 1917, Arthur Gaskin organise l'exposition « The New Art Movement » dans le cadre de la Royal Birmingham Society of Artists, exposition qui fut le pendant de celle organisée en 1910 par Roger Fry, sur les postimpressionnistes.